# Saint-Jean Lynx
Saint-Jean Lynx byl kanadský juniorský klub ledního hokeje, který sídlil v Saint-Jean-sur-Richelieu v provincii Québec. V letech 1982–1995 působil v juniorské soutěži Quebec Major Junior Hockey League. Založen byl v roce 1982 po přestěhování týmu Sherbrooke Castors do Saint-Jean-sur-Richelieu. Zanikl v roce 1995 přestěhováním do Rimouski, kde byl vytvořen tým Rimouski Océanic. Své domácí zápasy odehrával v hale Colisée Isabelle-Brasseur.
Nejznámější hráči, kteří prošli týmem, byli např.: José Théodore, Frédéric Cassivi, Philippe Bozon, Gerard Gallant, Benoît Hogue, François Leroux, Michel Petit nebo Patrick Traverse.

## Přehled ligové účasti
Zdroj: 
- 1982–1988: Quebec Major Junior Hockey League (Lebelova divize)
- 1988–1990: Quebec Major Junior Hockey League
- 1990–1995: Quebec Major Junior Hockey League (Lebelova divize)